# Vertigo: Live From Chicago
Vertigo 2005: Live from Chicago es un video de la banda de rock U2 de la primera manga americana de su Vertigo Tour. Grabado el 9 y 10 de mayo de 2005 en la visita de la banda a Chicago, Illinois. Fue lanzado el 15 de noviembre de 2005 en DVD. El concierto fue filmado por Hamish Hamilton, quien ha dirigido otros DVD en vivo de la banda. Es la primera de tres filmaciones de la gira, siguiendo con Vertigo: Live from Milan y U2 3D.

## Contexto y grabación
El Vertigo Tour de U2 se lanzó en marzo de 2005 para apoyar el último álbum de estudio del grupo, How to Dismantle an Atomic Bomb, cuyo sencillo principal, "Vertigo", le dio el título a la gira. La gira atravesó un total de cinco etapas diferentes y terminó con un concierto final en Honolulu el 9 de diciembre de 2006.
Los dos conciertos presentados en Vertigo 2005: Live from Chicago fueron grabados e interpretados en el United Center de Chicago del 9 al 10 de mayo de 2005. El audio de los conciertos fue grabado por Robbie Adams y fue producido y mezclado por Carl Glanville, quien había grabado la mayoría de las canciones de How to Dismantle an Atomic Bomb, con masterización de Arnie Acosta. El video para el DVD fue dirigido por Hamish Hamilton, quien previamente había dirigido Elevation 2001: Live from Boston, con Ned O'Hanlon, quien también trabajó en Elevation 2001, como productor.
El documental del segundo disco fue dirigido por Erica Forstadt con Ned O'Hanlan también como productor. El material adicional en el segundo disco presentaba cortes de vigilancia dirigidos por Willie Williams, editados por Mark Reynolds y producidos por Sam Pattinson y un video musical alternativo de "Sometimes You Can't Make It on Your Own" dirigido por Phil Joanou con producción nuevamente por Ned O'Hanlon.

### Imágenes
El metraje utilizado en el DVD fue filmado en vivo de dos noches en las que la banda descansó de cuatro conciertos en Chicago. El segundo concierto se celebró el día del cumpleaños de Bono, el 10 de mayo, proporcionando un telón de fondo ceremonial para el concierto. Se pueden ver imágenes del equipo de teatro celebrando su cumpleaños en el segundo disco extra.
Aunque la grabación fue editada y cortada entre canciones, las canciones en sí rara vez se editan; Los errores cometidos por los miembros de la banda se dejan en el DVD. Durante el puente de "Elevation", Bono se salta algunas palabras cuando se ve obligado a aclararse la garganta.
Junto con las luces adicionales utilizadas para facilitar la filmación, Willie Williams y su equipo usaron los anillos LCD del United Center que rodean el área de asientos (que generalmente muestran puntajes o anuncios durante eventos deportivos) para mostrar patrones adicionales que se correlacionan con la iluminación del escenario, como estática durante "Zoo Station". Williams analiza esto en su diario en línea, en el sitio web de U2.
Se usó un clip de "Original of the Species" en comerciales para los primeros iPods con capacidad de video de Apple. Además, el ícono de "Artistas" en la aplicación de música del iPhone y iPod Touch de Apple es una silueta de Bono cantando "Original of the Species" durante este concierto.
"Party Girl" se realizó ambas noches, el 9 de mayo con Bono y un fanático, y la segunda noche con la banda completa y el mismo fan. Sin embargo, ninguno de los dos estaba incluido en el DVD. Un breve clip de la banda ensayando la canción en la prueba de sonido del 10 de mayo se puede ver en el documental que se encuentra en el segundo disco. Todas las otras canciones interpretadas entre las dos noches se incluyeron en el DVD, en el orden correspondiente. El audio se grabó para su reproducción en los formatos Dolby Digital 5.1, DTS 5.1 y PCM Stereo.
Antes de que la banda suba al escenario, se reproduce un fragmento de la canción de Arcade Fire "Wake Up".

## Críticas
Vértigo 2005 recibió críticas generalmente favorables. Cammila Albertson de Allmusic sintió que el DVD del concierto cumplió su propósito, pero que la iluminación o los movimientos de la cámara en algunas escenas no capturaron los momentos tan bien como deberían. A pesar de una crítica general positiva, John Murphy de MusicOMH sintió que la mayoría de los fanáticos no necesitan comprar el DVD si tienen Elevation 2001: Live from Boston o U2 Go Home: Live from Slane Castle, Irlanda. Mike Shiller de PopMatters sintió que los conciertos estaban bien filmados pero que el DVD era típico. John Cruz de Sputnikmusic dijo que la banda es uno de los mejores actos de rock en vivo, pero que se usaron demasiadas canciones de Achtung Baby y no fue un gran concierto.

## Lista de canciones
1. "City of Blinding Lights" ("How to Dismantle an Atomic Bomb", 2004)[5]
2. "Vertigo" ("How to Dismantle an Atomic Bomb", 2004)[6]
3. "Elevation" ("All That You Can't Leave Behind", 2000)[7]
4. "Cry / The Electric Co." ("Boy", 1980)[8]
5. "An Cat Dubh / Into the Heart" ("Boy", 1980)[9]
6. "Beautiful Day" ("All That You Can't Leave Behind", 2000)[10]
7. "New Year's Day" ("War", 1983)[11]
8. "Miracle Drug" ("How to Dismantle an Atomic Bomb", 2004)[12]
9. "Sometimes You Can't Make It on Your Own" ("How to Dismantle an Atomic Bomb", 2004)[13]
10. "Love and Peace or Else" ("How to Dismantle an Atomic Bomb", 2004)[14]
11. "Sunday Bloody Sunday" ("War", 1983)[15]
12. "Bullet the Blue Sky" ("The Joshua Tree", 1987)[16]
13. "Running to Stand Still" ("The Joshua Tree", 1987)[17]
14. "Pride (In the Name of Love)"[18]
15. "Where the Streets Have No Name" ("The Joshua Tree", 1987)[19]
16. "One" ("Achtung Baby", 1991)[20]
17. "Zoo Station" ("Achtung Baby", 1991)[21]
18. "The Fly" ("Achtung Baby", 1991)[22]
19. "Mysterious Ways" ("Achtung Baby", 1991)[23]
20. "All Because of You" ("How to Dismantle an Atomic Bomb", 2004)[24]
21. "Original of the Species" ("How to Dismantle an Atomic Bomb", 2004)[25]
22. "Yahweh" ("How to Dismantle an Atomic Bomb", 2004)[26]
23. "40" ("War", 1983)[27]

## DVD extra
Un segundo disco fue lanzado en la edición de digipack "deluxe" del DVD. Incluye las siguientes características:
- Beyond the Tour-Documentary ("Detrás del Tour - Documental")
- Cortes de vigilancia: Filmados durante el tour con cámaras infrarrojas controladas a control remoto.

1. "Love and Peace or Else"
2. "An Cat Dubh"/"Into the Heart"
3. "Cry"/"Electric Co."
4. "Running To Stand Still"

- "Sometimes You Can't Make It On Your Own": Video Alternativo

## Personal
- Bono - voz principal; guitarra eléctrica en "Running to Stand Still", "One" y "The Fly"
- The Edge - segunda voz; guitarra eléctrica; bajo eléctrico en "40"; guitarra acústica en "Yahweh"; piano en "New Year's Day", "Running to Stand Still" y "Original of the Species"
- Adam Clayton - bajo eléctrico, excepto en "40"; guitarra eléctrica en "40", sintetizador en "City of Blinding Lights"
- Larry Mullen Jr. - batería, excepto en "Yahweh" y "Love and Peace or Else"; coros en "Elevation", "Miracle Drug" y "Love and Peace or Else"; sintetizador en "Yahweh"